# Vivara
Vivara – włoska wyspa na Morzu Tyrreńskim w Zatoce Neapolitańskiej, należy do archipelagu Wysp Flegrejskich.